# Nameless Sound
Nameless Sound es una organización con sede en Houston, Texas, fundada por el músico David Dove, que presenta música contemporánea internacional y nuevos métodos en la educación artística. 
Presenta conciertos de artistas de primer nivel en el mundo de la música creativa. Además, trabaja directamente con jóvenes en escuelas públicas, centros comunitarios y refugios para personas sin hogar. También presenta una serie semanal de música experimental en el Lawndale Arts Center llamada They, Who Sound. 

## Historia
En 1997, David Dove comenzó a desarrollar un enfoque único para la educación musical basado en la creatividad y la diversidad a través de su trabajo con adolescentes en la MECA (Multicultural Education and Counseling Through the Arts). En 2000, fundó Deep Listening Institute Houston (una rama de una organización de Nueva York fundada por Pauline Oliveros),  para traer artistas de talla mundial a Houston y promover sus objetivos docentes. En 2006, bajo la dirección de Dove, Deep Listening Institute Houston se convirtió en Nameless Sound, una organización independiente con sede en Houston. Ese mismo año, Nameless Sound se expandió para incluir dos clases para personas con necesidades especiales (personas con discapacidades mentales y autistas) y un Creative Kids Ensemble, además de su Youth Ensemble, talleres en escuelas públicas y talleres en refugios para personas sin hogar. 
En 2008, añadió una clase para niños refugiados (solicitantes de asilo político). Nameless Sound se ha convertido en el presentador regional más importante de música creativa, jazz contemporáneo e improvisación libre, convirtiendo a Houston en un importante centro para esta forma de arte de vanguardia. Nameless Sound también se ha hecho conocido a nivel nacional por un nuevo tipo de educación musical, que enfatiza la creatividad, la improvisación y la diversidad.

## Premio Visión Resonante
Creó el premio The Resounding Vision Award para honrar a "músicos cuyos esfuerzos trascienden la estética y resuenan más allá del lugar de actuación".  Los músicos que reciben este premio han tenido una amplia participación comunitaria. En 2013, se añadió un premio Community Resounding Vision Award, en honor a los patrocinadores de las artes en Houston que de manera similar han apoyado a la comunidad local. Los primeros destinatarios fueron los patrocinadores de las artes (y amantes de la música) Susie y Sanford Criner.

### Ganadores y nominados
| Año  | Ganador          |
| ---- | ---------------- |
| 2013 | Roscoe Mitchell  |
| 2012 | Alvin Fielder    |
| 2009 | Curley Cormier   |
| 2007 | Paulina Oliveros |
| 2006 | William Parker   |
| 2005 | Joe McPhee       |

## Músicos notables
Músicos notables que han actuado en Nameless Sound:
- Tetuzi Akiyama
- Susan Alcorn
- Han Bennink
- Borbetomagus
- Peter Brötzmann
- Dave Burrell
- John Butcher
- Mats Gustafsson
- Ingebrigt Håker Flaten
- Fred Frith
- Keiji Haino
- Susie Ibarra
- Sachiko M
- Sabir Mateen
- Joe McPhee
- Louis Moholo
- Jemeel Moondoc
- Toshimaru Nakamura
- Maggie Nicols
- Paal Nilssen-Love
- Pauline Oliveros
- William Parker
- Maja Ratkje
- Matana Roberts
- Matthew Shipp
- Ken Vandermark
- Roswell Rudd
- Cooper-Moore[4]
- Damon Smith